# Johann Karl Simon Morgenstern

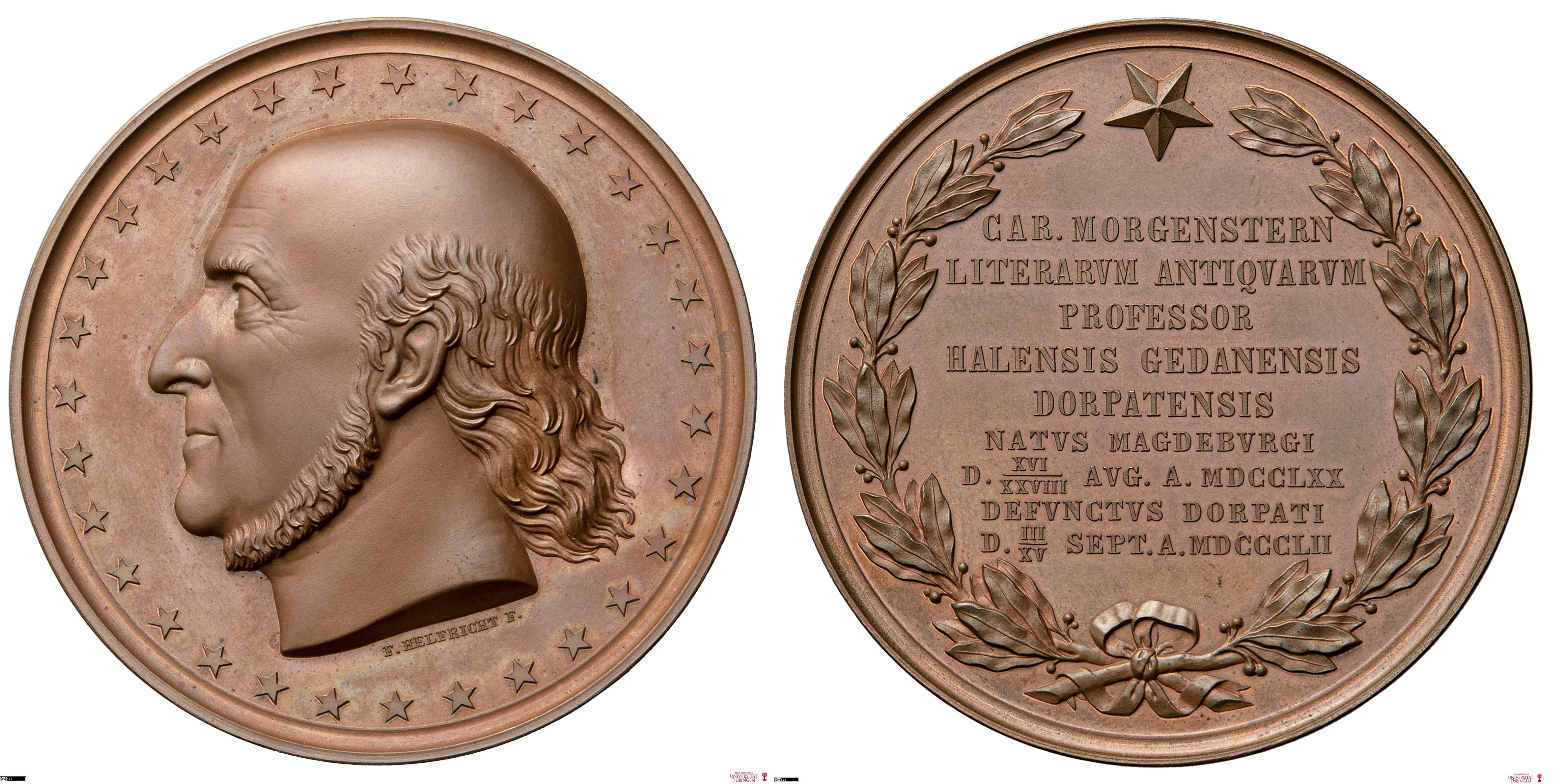
Medaglia commemorativa di Karl Simon Morgenstern (1856)

Johann Karl Simon Morgenstern (Magdeburgo, 28 agosto 1770 – Tartu, 3 settembre 1852) è stato un filologo classico tedesco naturalizzato estone, primo direttore della biblioteca dell'Università Imperiale di Dorpat. Divenne noto anche per aver coniato il termine romanzo di formazione.

## Biografia
Morgenstern nacque a Magdeburgo, studiò presso l'Università di Halle sotto Johann Augustus Eberhard in filosofia e Friedrich August Wolf in filologia.
Nel 1802 si trasferì a Dorpat a Livonia, Impero russo (ora Tartu, Estonia) dove trascorse il resto della sua vita. Insegnò retorica, filologia classica, estetica e storia dell'arte e letteratura, presso l'Università di Dorpat ed è stato il primo direttore della biblioteca.
Il carattere del suo lavoro è cambiato a Dorpat. Interruppe gli studi su Platone e si dedicò alla letteratura, arte, filologia e filosofia. Morgenstern fu l'insegnante di Friedrich Wolf, ma nel 1808 rimase deluso di lui dicendo che era diventato vano e noioso. In questa occasione Morgenstern coniò il termine "Bildungsroman" (Romanzo di formazione).
Dopo il suo ritiro nel 1834 soggiornò a Dorpat, e lasciò in eredità all'università la sua biblioteca di 12.000 volumi, che contiene molti manoscritti e una buona parte dei beni di Kant.
Nel 1856 gli venne dedicata una medaglia.

## Opere
- De Platonis Republica commentationes tres (1794)
- Auszüge aus den Tagebüchern und Papieren eines Reisenden (1811–1813)
- Über den Geist und Zusammenhang einer Reihe philosophischer Romane (1817)
- Über das Wesen des Bildungsromans (1820)
- Zur Geschichte des Bildungsromans (1824)

## Riferimenti culturali
Nel romanzo di William Goldman La principessa sposa l'autore immaginario S. Morgenstern fu coniato probabilmente con riferimento a Morgenstern.

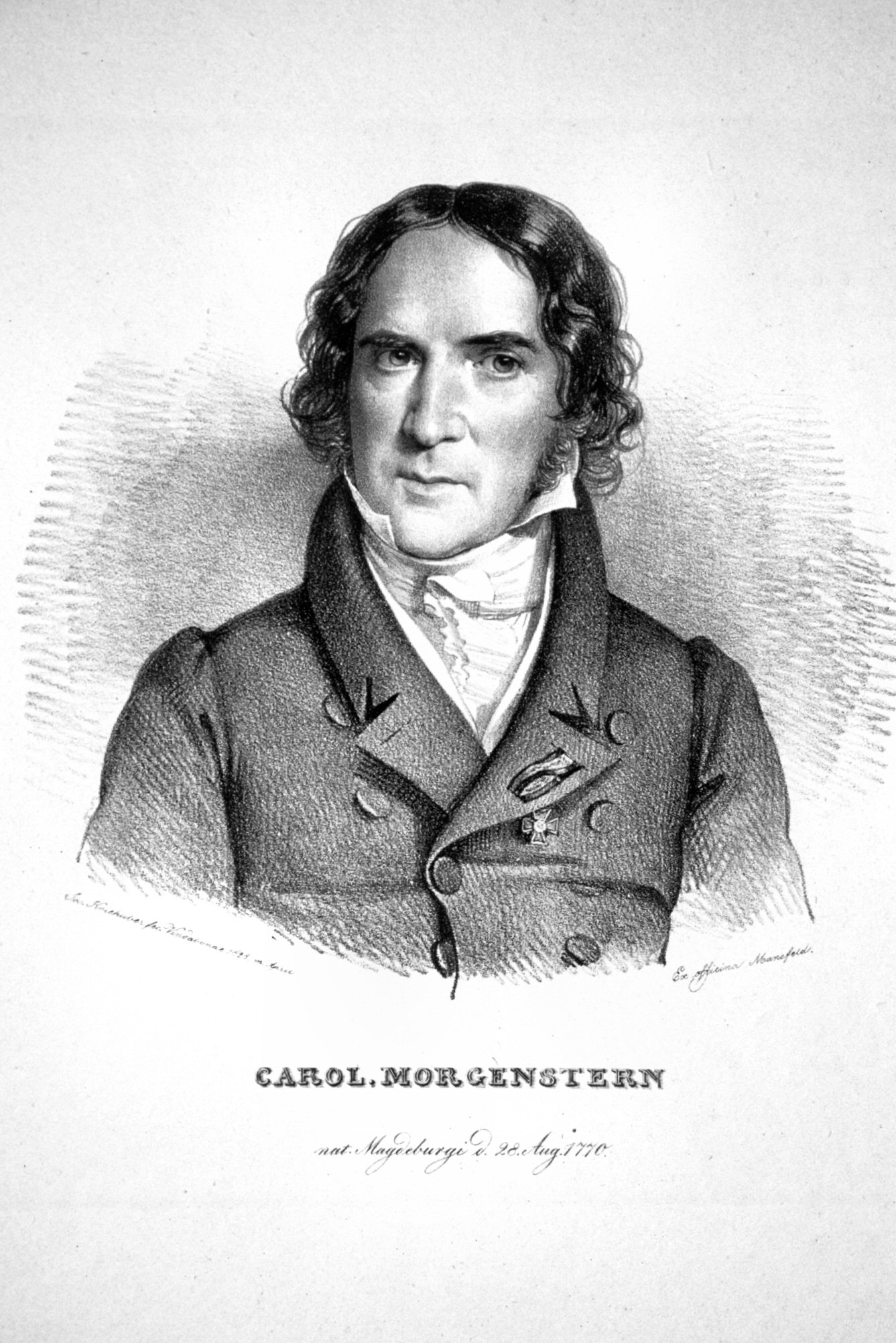
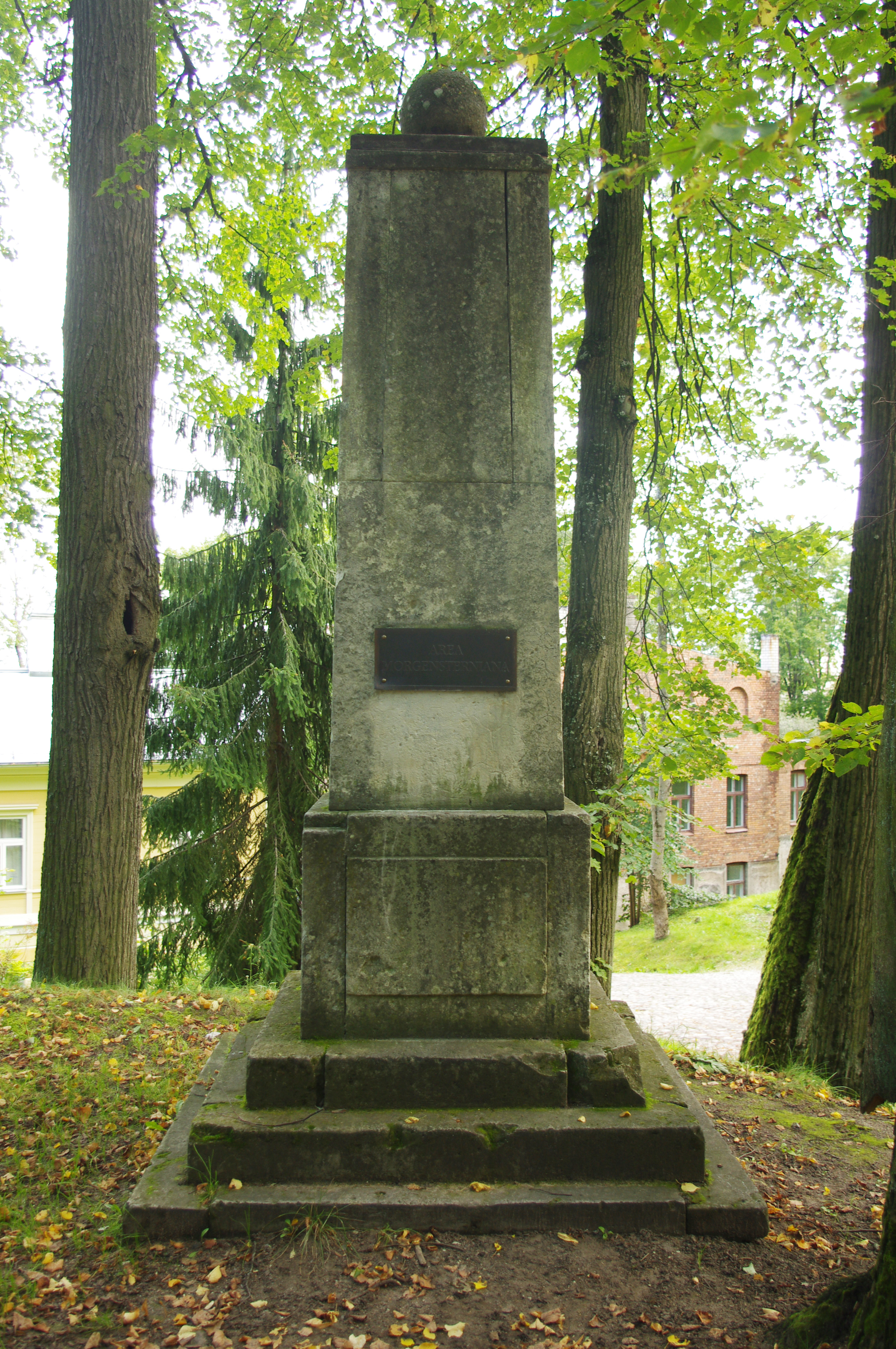
Memoriale di Morgenstern su Toome Hill Inn Tartu (Dorpat).